# Ivan il terribile (album)
Ivan il terribile è il sesto album di Ivan Cattaneo, pubblicato nel 1982.

## Il disco
Dopo il grande successo di 2060 Italian Graffiati, l'artista torna in studio per dare vita a nuovi inediti, partoriti dalla sua mente.
Ivan il terribile è l'album più elettronico e futuristico del cantante, fortemente legato alla new wave, corrente già in primo piano nel periodo corrente.
Il synth pop di Cattaneo ottiene un tiepido rimando dal pubblico che non basta a far esplodere buoni pezzi come Toro torero!, Odio & amore, Paradiso-noia e la title track.
Lo scarso successo commerciale del disco porterà l'artista negli anni a venire a riproporsi nuovamente con cover, trascurando così la sua natura di cantautore alternativo dell'origine. 

## Tracce
1. Toro torero! – 2:40
2. Bassa quota – 3:09
3. Italian slip – 3:05
4. Odio & amore – 3:46
5. Bit Bit Urrà – 2:37
6. Totem & tabù – 3:17
7. Fly pianeta Fly – 3:15
8. Shanghai express – 3:13
9. Scarabocchio – 2:59
10. Paradiso-noia – 3:17
11. Baci & lacrime – 3:33
12. Sesso selvaggio – 2:59
13. Idolo biondo – 3:23
14. Narciso (Ivan il terribile) – 3:32

## Formazione
- Ivan Cattaneo – voce, cori
- Moreno Ferrara – chitarra, cori
- Cosimo Fabiano – basso
- Arturo Zitelli – chitarra, cori
- Pino Vicari – batteria elettronica, cori
- Gianni Dall'Aglio – batteria, percussioni
- Diego Michelon – tastiera, sintetizzatore
- Mario Lavezzi – chitarra
- Giorgio Baiocco – sax alto
- Down Mitchell, Marina Balestrieri, Eloisa Francia, Daniela Rando, Paola Orlandi – cori